# Río Muni

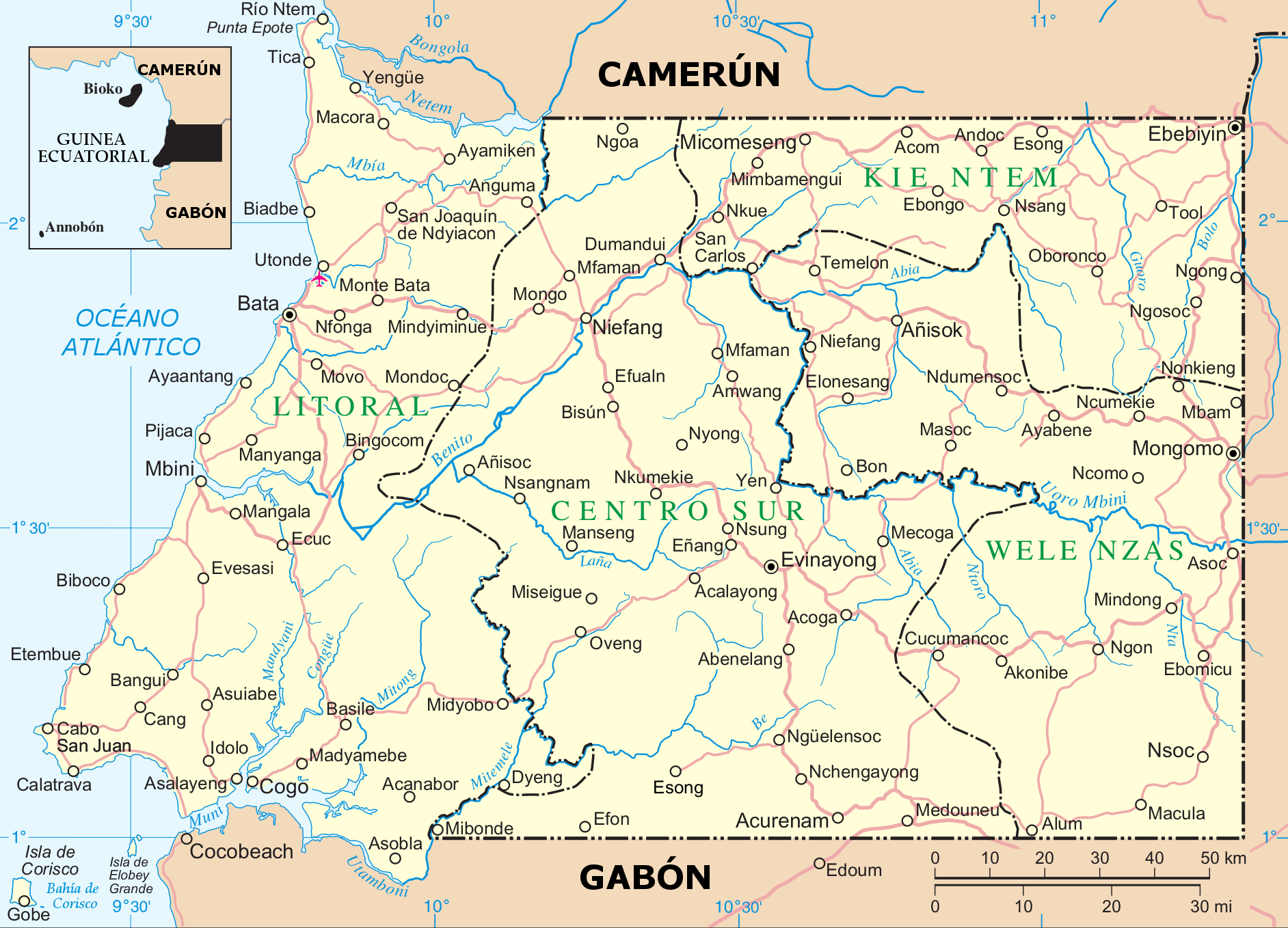
Mapa

Río Muni (také Mbini nebo Región Continental) je oblast v Africe na pobřeží Guinejského zálivu, která tvoří pevninskou část republiky Rovníková Guinea. Nacházejí se zde čtyři ze sedmi provincií země: Litoral, Centro Sur, Kié-Ntem a Wele-Nzas. Río Muni má rozlohu 26 017 km² a žije zde asi 880 000 obyvatel, z nichž většinu tvoří Fangové. Na tento region tedy připadá většina plochy i populace země, ale hospodářským a politickým centrem je hlavní město Malabo na ostrově Bioko. Největším městem Río Muni je přístav Bata, ve vnitrozemském regionu Wele-Nzas se od roku 2011 buduje nová metropole Rovníkové Guiney Oyala.
Území má obdélníkový tvar a sousedí na severu s Kamerunem a na jihu a východě s Gabonem. Při pobřeží jsou mangrovy, přímořská nížina přechází ve vnitrozemí v Kříšťálové hory, dosahující výšky až 1000 metrů nad mořem. Významnými řekami jsou Benito, Campo a Mitimele a Utamboni, vytvářející společný estuár Muni. Podnebí je teplé a vlhké, Río Muni patří do bioregionu Atlantické rovníkové pobřežní lesy. Pěstuje se kakaovník a těží vzácná dřeva, u pobřeží se nacházejí ropná pole.
Španělé si nárok na území činili od roku 1778, ale nebezpečí žluté zimnice jim bránilo v osídlení vnitrozemí. Teprve v roce 1885 byl vyhlášen protektorát nazvaný Río Muni podle řeky Muni (řeka) a v roce 1900 byla uzavřena dohoda o vymezení hranice mezi španělskými a francouzskými državami. V roce 1904 byla z Río Muni a okolních ostrovů vytvořena kolonie Španělská Guinea, plnou kontrolu nad vnitrozemím získali Španělé až po potlačení domorodého povstání v roce 1918. V roce 1959 se Río Muni stalo zámořskou provincií Španělska a v roce 1968 získala Rovníková Guinea nezávislost. V roce 1973 nařídil diktátor Francisco Macias Nguema, aby se pro oblast používal fangský výraz Mbini, po jeho pádu se vrátil původní název.